# Karlshamns rådhus

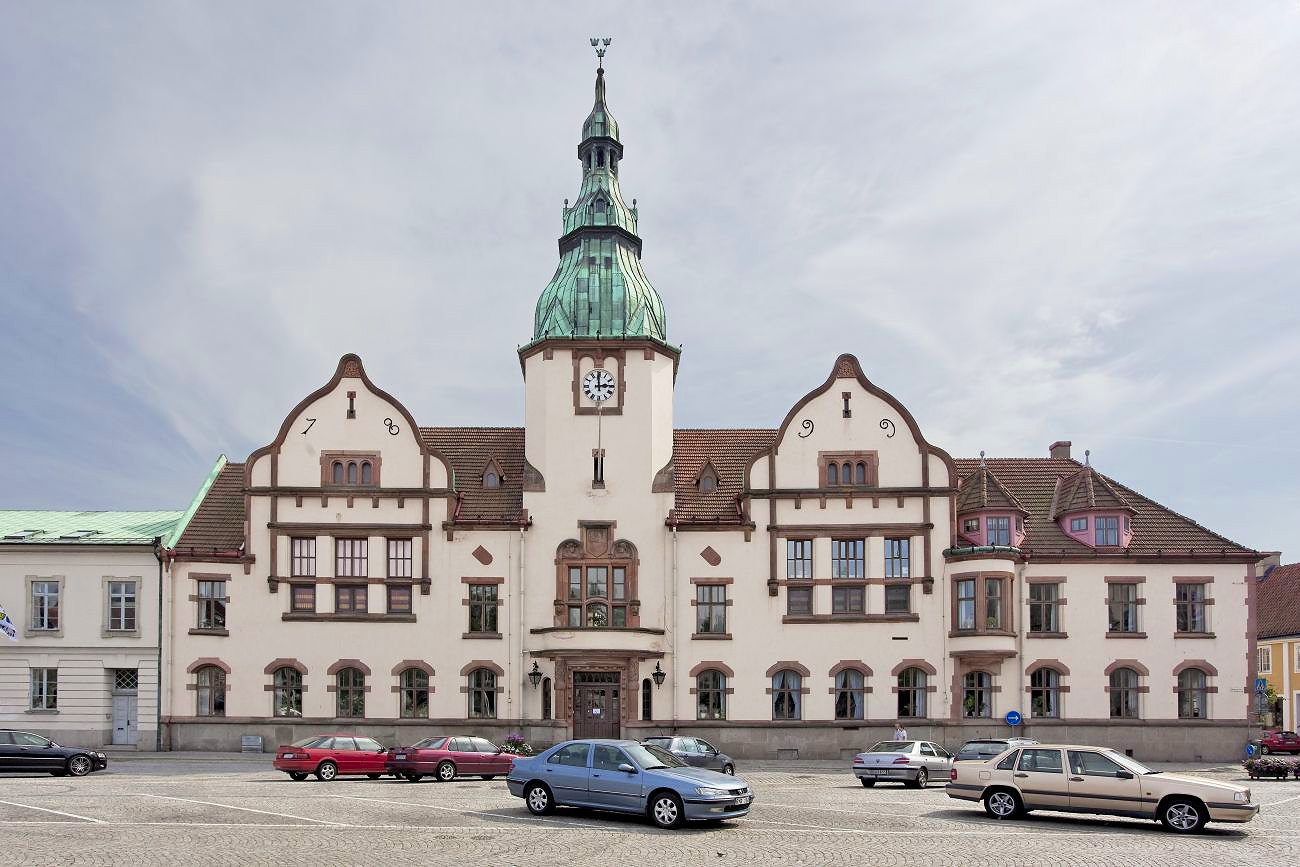
Karlshamns rådhus

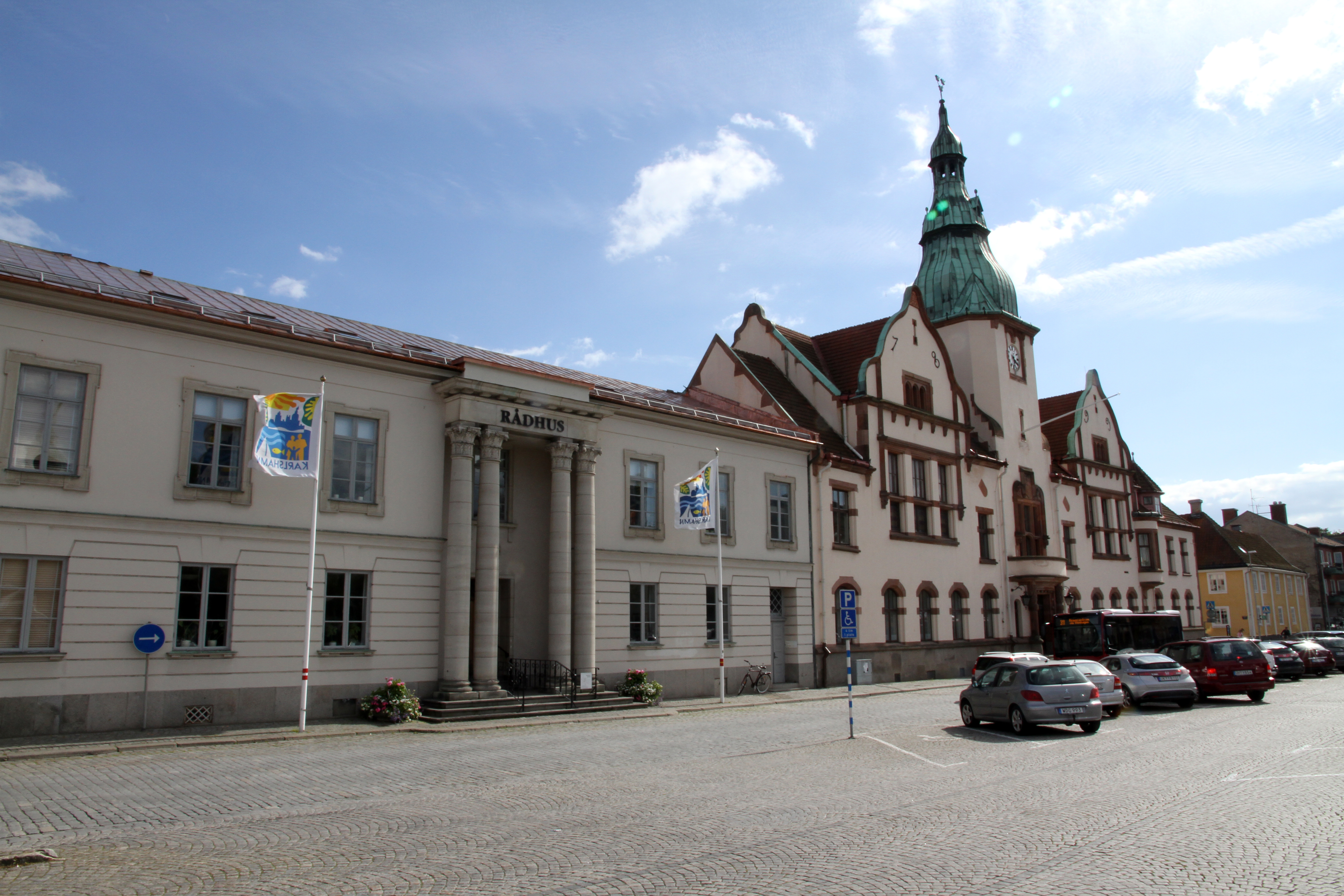
Karlshamns rådhus

Karlshamns rådhus är en byggnad på Rådhusgatan vid Stortorget i centrala Karlshamn, byggt 1900 i en blandning av jugend och holländsk renässans. Huset ritades av arkitekten Gustaf Adolf Lindberg. Sockeln består av granit och fasaderna är ljusputsade. Ornamentik och listverk är utförda i röd sandsten. I husets torn sitter en klocka och taket är täckt av kopparplåt. På fasaden mot Stortorget sitter siffrorna ”1899” vilket är det år som byggnaden skulle varit klar. Rådhuset är säte för Karlshamns kommuns politiska ledning och dess administration.

## Historia

### Beslut om bygget
I september 1897 beslutade stadsfullmäktige i Karlshamn att ett nytt rådhus skulle byggas. Det gamla huset, det så kallade ”Triblerska huset, blev rådhus 1811 när man flyttade ut från Asschierska huset på andra sidan Stortorget. Nu började även detta hus på dåvarande Södra Torggatan bli för trångt.

### Anbudstävling
Efter en anbudstävling 1 mars 1898 fick byggmästare Carl Johnsson i Lyckeby uppdraget att uppföra Karlshamns nya rådhus på tomten söder om Stortorget. Johnsson erbjöd sig att uppföra rådhuset för 116 300 kronor och enligt tidsschemat skulle grundläggningen vara klar 1 juli 1898, väggarnas uppmurning och takläggningen 1 oktober samma år och bygget skulle stå helt klart 1 oktober 1899.

### Gamla rådhuset auktioneras ut
12 mars 1898 kl. 12.00 såldes det gamla rådhuset på auktion till Karlshälls stenhuggeri på Sternö för 2 500 kronor. Strax därefter var arbetet igång med att demontera huset och tio dagar senare var huset nerplockat bräda för bräda och transporterat till Sternö, väster om staden, där återuppbyggnaden skulle ske.

### Bygget startar
När det gamla huset nu var borta kunde bygget av det nya starta. Snart visade det sig att det behövdes omfattande förstärkningar innan bottenplattan kunde gjutas. Enligt provborrningar var det 6-10 meter ner till fast botten och därför behövdes pålning. Byggmästare Johnsson fick en extra ersättning på 20 000 kronor eftersom detta arbete låg utanför det ursprungliga kontraktet.

### Grundläggningsceremoni
På eftermiddagen den 9 september 1898 samlades stadsfullmäktige, stadens tjänstemän och förvaltningar till en högtidlig ceremoni på rådhustomten för att fira grundläggningen genom att placera en tillsluten kopparlåda i en fördjupning vid det nya rådhusets nordvästra sida. Kopparlådan innehöll en skrift om Karlshamn, fotografier från staden, sedlar, mynt samt exemplar av lokaltidningarna Karlshamns Allehanda och Tidningen Karlshamn.

### Inflyttning
I mitten av april 1899 var det yttre murningsarbetet i stort sett klart och i början av juni hade stommen till den 19 meter höga tornspiran rests. Lördagen den 11 juni hölls den traditionella taklagsfesten men 19 juni utbröt en strejk bland snickarna som kom att försena bygget. Strejken avslutades den 4 augusti 1899 och bygget fortsatte. I början av september 1900 var inredningsarbetena i det närmaste klara och förvaltningarna kunde börja flytta in.

### Invigning
Lördagen den 1 december 1900 invigdes Karlshamns nya rådhus med pompa och ståt. Efter en gudstjänst i Carl Gustafs kyrka gick man i procession över torget till rådhusporten där nyckeln till entrédörren överlämnades av borgmästare Fr Söderbergh till landshövding Gotthard Wachtmeister som kunde öppna huvuddörren och släppa in gästerna. På banketten serverades bland annat kokt lax, tunga och sköldpaddsragu.

### Om- och utbyggnad
Efter kommunsammanslagningen 1967 ökade den kommunala verksamheten och flera förvaltningar fick flytta till andra platser i staden. 1990 vann Nyréns arkitektkontor i Stockholm en arkitekttävling om att bygga om rådhuset samt bygga nya förvaltningslokaler inne på gården och ut mot Kungsgatan. NCC fick uppdraget och 1993 tog kommunalrådet Mats Olsson det första spadtaget till projektet som totalt kostade 90 miljoner kronor och blev klart hösten 1995.